# Five Characters in Search of an Exit
Five Characters in Search of an Exit este episodul 79 al serialului american Zona crepusculară. A fost difuzat pe 22 decembrie 1961.

## Prezentare

### Introducere
| “ | Clovn, vagabond, balerină, cimpoier și un maior - o colecție de semne de întrebare. Cinci entități improbabile împreunate într-un puț întunecat. Fără logică, fără motiv, fără explicație; doar un coșmar continuu în care frica, singurătatea și inexplicabilul merg mână în mână printre umbre. Într-o clipă, vom începe să adunăm indicii despre întrebările de ce, ce și unde. Nu vom pune capăt coșmarului, îl vom explica doar - deoarece aceasta este Zona crepusculară. | ” |

### Intriga
Un maior al armatei Statelor Unite se trezește prizonier într-un imens cilindru de metal, întemnițat alături de un vagabond, o balerină, un cimpoier și un clovn, cel din urmă fiind în mod ironic cel mai rațional dintre aceștia. Toți au opinii diferite cu privire la prezența lor înăuntrul cilindrului, deși admit că niciuna nu este plauzibilă. De asemenea, nu își amintesc care este identitatea lor, cum au fost întemnițați și nu par să aibă nevoie de hrană sau apă. Maiorul, ultimul prizonier sosit, este hotărât să evadeze. I se spune însă că nu există nicio modalitate de a escalada cilindrul.
În cele din urmă, maiorul pune la cale un plan de evadare: formarea unui turn de oameni, fiecare individ stâng pe umerii celuilalt. Totuși, balerinei - care este în vârful turnului - îi mai lipsesc câțiva centimetri până la marginea cilindrului, iar un zgomot puternic scutură încăperea atât de tare încât cei cinci se prăbușesc. Maiorul le cere acestora să promită că nu vor părăsi cilindrul fără ceilalți. Și mai hotărât, maiorul alcătuiește un cârlig⁠(d) din sabia sa și bucăți de îmbrăcăminte. După ce formează din nou un turn, acesta reușește să ajungă la margine, iese din cilindru și se prăbușește în afara sa. Clovnul deplânge pe moment pierderea, spunând că maiorul a plecat fără ei, iar dacă se va întoarce, nu va veni cu scopul de a-i salva. Acesta recunoaște apoi că maiorul a avut dreptate: toți sunt în Iad.
În următoarea scenă, o fetiță ridică din zăpadă o păpușă îmbrăcată în uniforma unui maior. Cilindrul este un butoi în care oamenii pot dona jucării de Crăciun pentru un orfelinat de fete, iar toate cele cinci personaje nu sunt altceva decât păpuși. Zgomotul puternic era sunetul unui clopoțel utilizat de o femeie pentru a atrage donatorii. Aceasta îi spune fetei să pună jucăria înapoi în butoi.
Ultima scenă întruchipează cele cinci personaje, acum prezentate sub formă de păpuși cu fețe pictate și ochi de sticlă. Balerina se mișcă pentru a-l lua de mână pe maior, în timp ce ochii ei se umplu de lacrimi.

### Concluzie
| “ | Un simplu butoi, un depozit întunecat în care se păstrează bucățile contrafăcute și imaginare de ipsos și pânză, reprezentări deformate ale vieții umane. Însă cu o observație plină de speranță: poate sunt lipsiți de iubire doar pentru moment. În brațele copiilor, nu poate exista altceva decât iubire. Un clovn, un vagabond, un cimpoier, o balerină și un maior. Distribuția din această seară de pe scena stranie - cunoscută drept - Zona crepusculară. | ” |

## Distribuție
- Susan Harrison - balerina
- William Windom - maior
- Murray Matheson - clovn
- Kelton Garwood - vagabond
- Clark Allen - cimpoier